# Platzprojekt Hannover

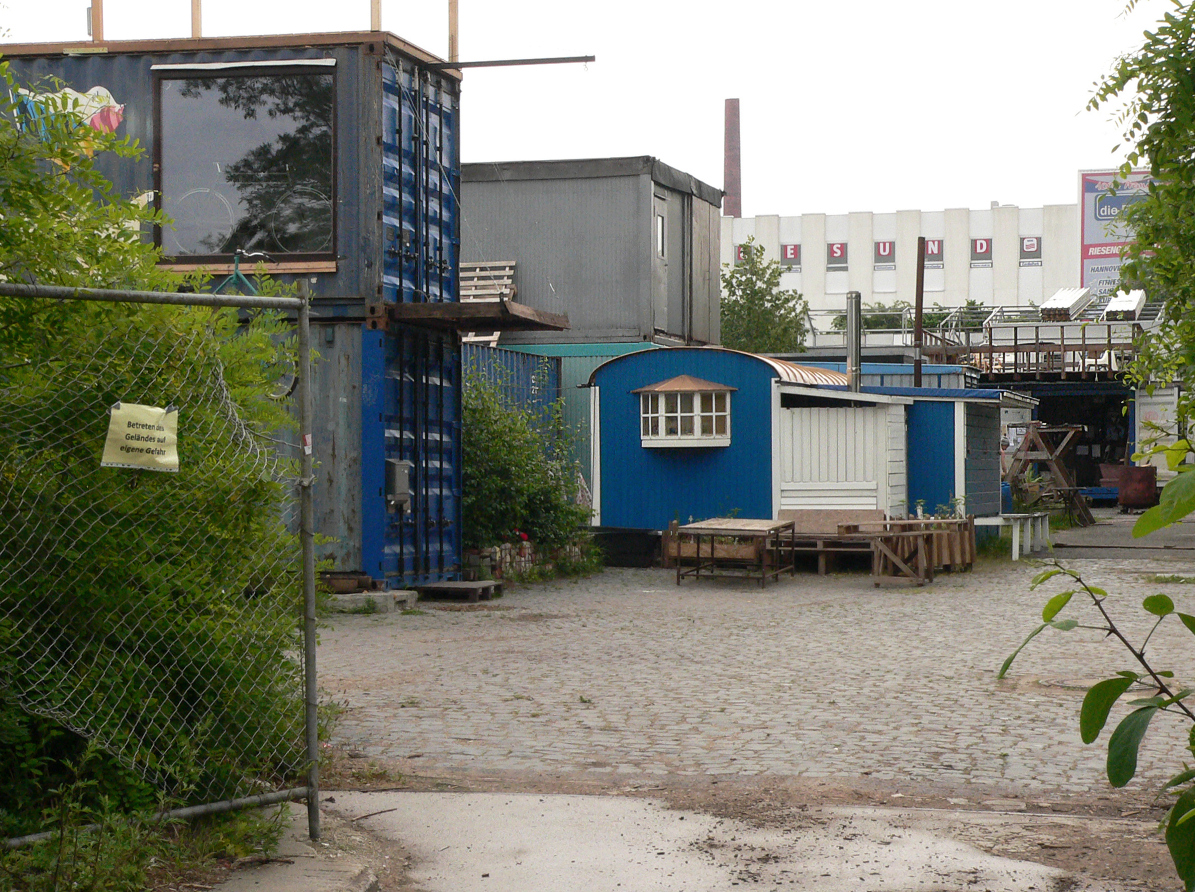
Blick durch das Eingangstor auf das Gelände des Platzprojektes Hannover, 2015

Das Platzprojekt Hannover ist ein im Jahr 2013 begonnenes, von der Bundesregierung gefördertes Modell- und Forschungsvorhaben zur experimentellen Stadtentwicklung in Hannover. Es stellt sich als ein im Do-it-yourself-Verfahren geschaffenes Containerdorf auf einer Gewerbebrache im Stadtbezirk Linden dar, in dem junge Menschen kulturelle, soziale und gewerbliche Nutzungsprojekte betreiben.

## Konzept
Das Platzprojekt Hannover wurde 2013 als eines von acht deutschlandweiten Projekten des experimentellen Wohnungs- und Städtebaus im Forschungsfeld „Jugend.Stadt.Labor“ begonnen. Es wurde vom Bundesinstitut für Bau-, Stadt- und Raumforschung finanziell gefördert. In der knapp vierjährigen Phase des ergebnisoffenen Prozesses standen rund 120.000 Euro zur Verfügung. Die Zuschüsse waren an Selbstorganisation, Nachhaltigkeit und Bezug zur Stadtentwicklung in der Projektumsetzung geknüpft.
In der Konzeptions- und Aufbauphase bildete sich in den Jahren 2013 und 2014 eine Kerngruppe aus jungen Menschen, die eine Basisstation aufbauten. Die Umsetzungsphase des Forschungsvorhabens erfolgt in den Jahren 2015 und 2016. Das Weiterbestehen des Projektes ist ergebnisoffen und abhängig von der Metro Group als Grundstückseigentümer. Die Stadt Hannover bekundete Ende 2015, sich um das Vorkaufsrecht für das Gelände zu bemühen, um das Projekt zu sichern. Das Projekt soll neue Erkenntnisse zum Stadtumbau liefern und dient der Klärung verschiedener Forschungsfragen von „Jugend.Stadt.Labor“. Dazu gehören zum Beispiel Fragestellungen, wie sich Jugendliche als Raumentwickler vernetzen, welche Projekte sie entwickeln und welche Partnerschaften sie dafür vor Ort eingehen. Bei der offenen Struktur des Projektes ist es auch interessierten Bürgern möglich, an kulturellen und sozialen Angeboten des Projektes mitzuwirken.

## Beschreibung

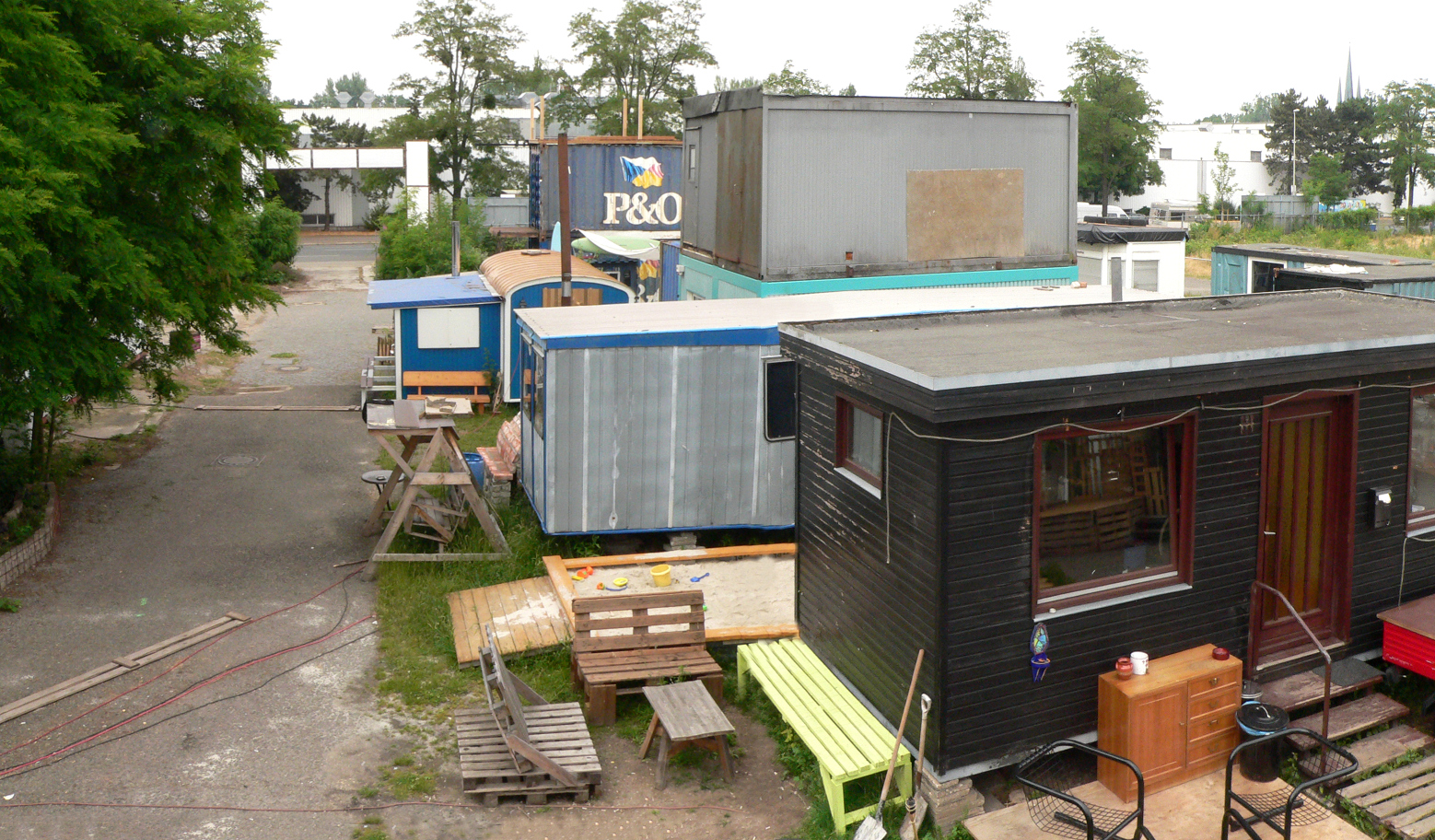
Container auf dem Gelände

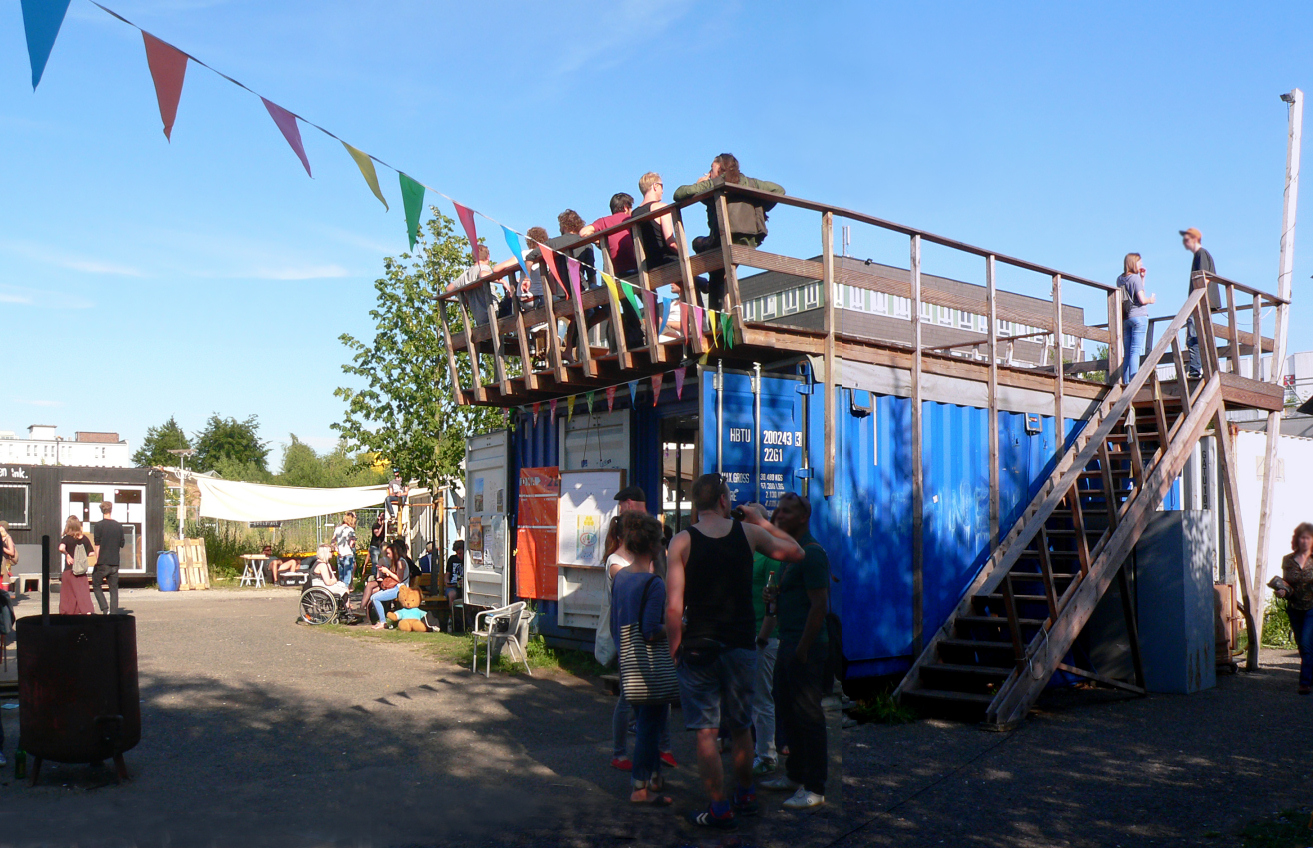
Basisstation beim Sommerfest 2015

Standort des Platzprojektes Hannover ist ein bis dahin als Parkplatz genutztes Brachgelände mit den Ausmaßen von etwa 30 × 100 Meter an einer Ausfallstraße im Stadtteil Linden-Mitte. Es liegt im Gewerbegebiet Lindener Hafen zwischen dem Westschnellweg und den Hafenanlagen am Ende des Stichkanals Hannover-Linden. Das Gelände steht im Eigentum der Metro Group und ist angepachtet. Ausgangspunkt für das Projekt war ein auf einer benachbarten Brache von Skatern in Eigenleistung aufgebauter Skatepark, aus dem sich die Idee eines Containerdorfes entwickelte. Nach der Stellung des Projektantrages im September 2013 und der Zusage, begann das Projekt 2014 mit der Schaffung einer Basisstation in Form eines großen Containers, dessen Dach als Terrasse ausgebaut wurde und der als Treff- sowie Aussichtspunkt fungiert. Seither befindet sich das Containerdorf, das keine Wohnnutzung zulässt, mit der schrittweisen Ansiedlung von Nutzungen im Aufbau. Derzeit (2015) umfasst es rund 20 gebrauchte Container, zum Teil übereinander gestapelt. Sie sind vielfach individuell umgestaltet und mit Türen sowie Fenstern versehen. An der Projektumsetzung sind Menschen im Alter von etwa 16 bis 35 Jahre, vor allem Designstudenten, Künstler und Musiker, beteiligt.
Die Container werden von lokalen Gruppen und Einzelpersonen für Kultur- und Freizeitaktivitäten sowie experimentell genutzt. Auch nutzergetragene gewerbliche Entwicklungen durch kreative junge Menschen, etwa als Garagenfirma, lässt das Projekt zu. Nutzungsprojekte sind unter anderem ein Nähatelier, ein Café, eine Einrichtung für audio-visuelle Computerkunst, eine Holzwerkstatt und ein Tätowierstudio. Auf einer Veranstaltungsbühne finden gelegentlich Musik- und Theateraufführungen statt.

## Auszeichnungen
Die nebenan.de stiftung zeichnete das Platzprojekt in seinem Wettbewerb Deutscher Nachbarschaftspreis 2019 als Landessieger Niedersachsen aus.
Die Wüstenrot Stiftung zeichnete das Platzprojekt in seinem Wettbewerb Orte für Demokratie und Teilhabe 2021 mit einem Anerkennungspreis in Höhe von 15.000 Euro aus.